# Carteira de motorista
Uma carteira de motorista ou carta de condução é uma autorização ou documento legal que atesta a aptidão de um indivíduo para conduzir um ou mais tipos de veículos motorizados — como motocicletas, carros, caminhões ou ônibus — em uma via pública. Essas licenças geralmente são de plástico e têm o tamanho de um cartão de crédito. 
As leis relativas ao licenciamento de motoristas variam entre as jurisdições. Em algumas jurisdições, a autorização é emitida após o beneficiário passar em um teste de direção, enquanto em outras a pessoa adquire uma autorização de aprendizagem antes de começar a dirigir. Muitas vezes, existem diferentes categorias de autorização para diferentes tipos de veículos motorizados, especialmente caminhões grandes e veículos de passeio. A dificuldade do teste de direção varia consideravelmente entre as jurisdições, assim como fatores como idade e o nível exigido de competência e prática.

## História

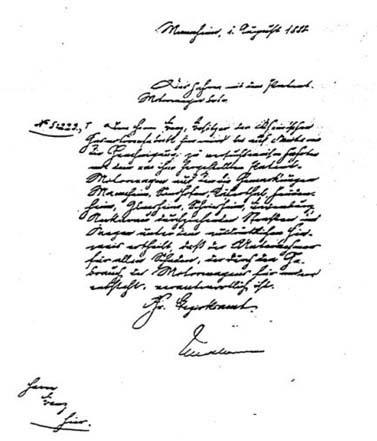
A primeira licença do mundo para dirigir um veículo motorizado, emitida a Karl Benz a seu pedido

Karl Benz, inventor do automóvel moderno, recebeu uma "Genehmigung " (permissão) por escrito das autoridades do Grão-Ducado de Baden para operar seu carro em vias públicas em 1888, depois que os moradores reclamaram do barulho e do cheiro de seu Motorwagen. Até o início do século XX, as autoridades europeias emitiam autorizações semelhantes para conduzir veículos motorizados ad hoc, se é que o faziam.
A licença obrigatória para condutores no Reino Unido entrou em vigor em 1 de Janeiro de 1904 após a Lei do Automóvel de 1903 ter recebido a aprovação real. Cada proprietário de carro tinha que registrar seu veículo junto à autoridade governamental local e ser capaz de comprovar o registro do veículo mediante solicitação. A idade mínima para qualificação foi fixada em 17 anos. A “carta de condução” dava ao seu titular “liberdade de circulação” com um limite de velocidade máxima de 32 quilômetros por hora. Os testes obrigatórios foram introduzidos em 1934, com a aprovação da Lei do Tráfego Rodoviário.
A Prússia, então reino do Império Alemão, introduziu o licenciamento compulsório em 29 de setembro de 1903. Um teste de aptidão mecânica teve de ser aprovado e a Dampfkesselüberwachungsverein ("associação de supervisão de caldeiras a vapor") foi encarregada de conduzir esses testes. Em 1910, o governo imperial alemão tornou obrigatório o licenciamento de motoristas em escala nacional, estabelecendo um sistema de testes e requisitos de educação para motoristas que foi adotado em outros países.
Outros países da Europa também introduziram exames de condução durante o século XX, sendo o último deles a Bélgica, onde, até 1977, era possível adquirir e manter uma carteira de motorista sem ter de se submeter a um exame de condução.
À medida que as mortes relacionadas com o trânsito aumentavam na América do Norte, a indignação pública levou os legisladores a começarem a estudar os estatutos franceses e alemães como modelos. Em 1 de agosto de 1910, a primeira lei de licenciamento de veículos motorizados da América do Norte entrou em vigor no estado americano de Nova York, embora inicialmente se aplicasse apenas a motoristas profissionais. Em julho de 1913, o estado de Nova Jersey foi o primeiro a exigir que todos os motoristas passassem por um exame obrigatório antes de obterem a licença.
Em 1909, a Convenção relativa à Circulação Internacional de Veículos Motorizados reconheceu a necessidade internacional de qualificações, exames e autorização para dirigir.
A noção de "Permissão Internacional para Dirigir" foi inicialmente proposta numa convenção internacional realizada em Paris em 1926.

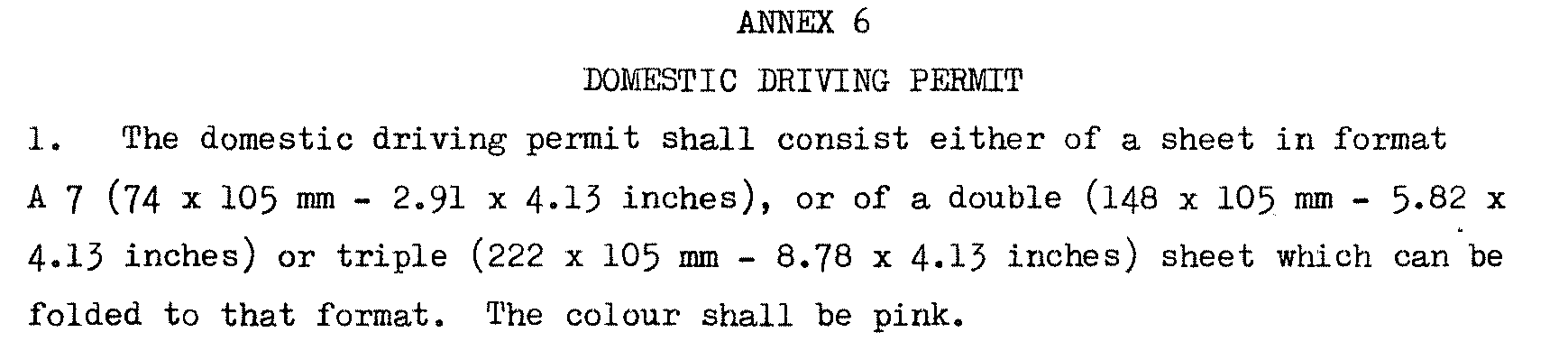
Anexo 6 da "Convenção sobre Tráfego Rodoviário" volume 125 da Convenção de Genebra de 1949

Em 1949, as Nações Unidas sediaram a Convenção de Genebra sobre Trânsito Rodoviário, que padronizou regras sobre estradas, placas, carteiras de motorista e outros assuntos relacionados. Especificava que as “cartas de condução” nacionais deveriam ser cor-de-rosa e que uma “carta de condução internacional” para conduzir em vários países deveria ter capas cinzentas com páginas brancas e que “a última página inteira deveria ser redigida em francês”.
Em 1968, a Convenção de Viena sobre Trânsito Rodoviário, ratificada em 1977 e posteriormente atualizada em 2011, modernizou ainda mais estes acordos.